# 防火地域
防火地域（ぼうかちいき）とは、都市計画法第9条21項において「市街地における火災の危険を防除するため定める地域」 として、また、建築基準法および同法施行令において具体的な規制が定められた地域である。

## 概要
補助的地域地区の一として、特に住宅密集地における火事対策を講じる地区として指定されるが、用途地域の内外を問わず指定することができる。
規制内容としては、延面積が100平方メートルを超える建築物については耐火建築物としなければならない。
また、延面積が100平方メートル以下の建築物については、3階建て（地階を含む）以上の建築物については耐火建築物としなければならない。2階建て（地階を含む）以下の建築物については耐火建築物または準耐火建築物としなければならない。
看板、広告塔、装飾塔など、その他これらに類する工作物で建築物の屋上に設けるもの、または高さが3メートルを超えるものは、その主要な部分を不燃材料で造るかまたは覆わなければならない。
延面積が50平方メートル以内の平屋建ての付属建築物で、外壁及び軒裏が防火構造のものは、防火地域内においても耐火建築物または準耐火建築物としなくてもよい。また、高さ2メートル以下の門や塀、2メートルを超える門や塀で不燃材料で造っているか覆われているものも同様である。
防火地域内にある耐火建築物は、建ぺい率の制限が緩和される。特に、建ぺい率の制限が80%とされる用途地域（商業地域、都市計画で定める第一種住居地域、第二種住居地域、準住居地域、準工業地域、近隣商業地域）内で防火地域内にある耐火建築物は建ぺい率の制限を適用しないため、理論上は建ぺい率100%の建築物が建てられる。また、建ぺい率の制限が80%とされる用途地域内で、防火地域内にある耐火建築物は、都市計画で定める敷地面積の最低限度の制限は適用されない。
建築物が防火地域と準防火地域にまたがる場合、または防火地域と未指定区域にまたがる場合、建築物全体について防火地域の規制が適用される。ただし、建築物が防火区域外において防火壁で区画されている場合は、その防火壁外の部分については、その防火壁外の部分の地域の規定が適用される。

## 準防火地域と共通する制限
- 屋根については、市街地における火災を想定した火の粉による建築物の火災の発生を防止するため、屋根の性能は建築物の構造および用途の区分に応じて、政令で定める技術的基準に適合するものであり、国土交通大臣が定めた構造方法を用いるもの、または国土交通大臣の認定を受けたものとしなければならない。
- 建築物の外壁の開口部で延焼のおそれがある部分に、防火戸その他の一定の防火設備を設けなければならない。外壁が耐火構造の建築物は、その外壁を隣地境界線上に接して設けることができる。
- 延面積が1000平方メートルを超える建築物は、防火上有効な構造の防火壁によって有効に区画し、かつ各区画の床面積の合計をそれぞれ1000平方メートル以内としなければならない。ただし耐火建築物・準耐火建築物は除く。
- 新築や増改築移転する場合は、事前に建築確認を受けなければならない。都市計画区域・準都市計画区域内では増改築移転部分の床面積が10平方メートル以内であれば建築確認は不要とする例外があるが、防火地域・準防火地域に指定されれば10平方メートル以内であっても建築確認が必要である。